# Nina Zacher
Nina Zacher (* 26. März 1970 als Nina Mandl; † 21. Mai 2016) war eine Gastronomin aus München, die durch ihre öffentlichen Auftritte als Aktivistin zur ALS-Erkrankung bekannt wurde.

## Leben
Nina Zacher war verheiratet und hatte vier Kinder. Sie betrieb gemeinsam mit ihrem Mann die Gastwirtschaft St. Emmeramsmühle im Münchener Stadtteil Oberföhring.  Die Krankheit ALS wurde bei ihr 2012 diagnostiziert. Sie trat nach der Diagnose ihrer Krankheit in Talkshows wie Markus Lanz und Radiosendungen auf. 2016 starb sie im Alter von 46 Jahren an ihrer Krankheit.
Nach ihrem Tod wurde die Stiftung faceALS ins Leben gerufen, um Menschen mit ALS besser zu helfen. Barbara Stamm (1944–2022), Präsidentin des Bayerischen Landtags, war Schirmherrin der Stiftung.

## Posthume Buchveröffentlichung
Über ihr Leben mit der Krankheit wurde 2018 das Buch Such dir einen schönen Stern am Himmel veröffentlicht, das ihr Witwer und ihre Tochter am 26. April 2018 in der Talkshow Markus Lanz vorstellten. Außerdem wurde darüber in der Fernsehsendung Capriccio berichtet. Anfang Mai 2018 belegte das Buch Platz 1 der Spiegel-Bestsellerliste in der Rubrik Sachbuch Paperback.
„Neueste Erhebungen zeigen: Die Zahl der ALS-Erkrankungen steigt dramatisch, bis 2030 um siebzig Prozent. Das Buch ist ein bewegendes Plädoyer dafür, es sogar mit dieser Krankheit aufzunehmen.“ (Andreas Lueg: ttt – titel, thesen, temperamente)